# Ясен (компанія)
ПАТ «Продовольча компанія „Ясен“» — завод продтоварів у Чернігові.

## Історія
Підприємство утворене 1995 року шляхом перетворення орендного Чернігівського заводу продтоварів у ВАТ. З 2011 року — ПАТ.

## Сучасність
З 2001 року уся продукція підприємства випускається під торговельними марками «Ясен» (бакалія), «Kondissima» (кондитерські вироби) та «Остреч» (напої).

## Продукція
Підприємство випускає бакалійну продукцію (майонези, гірчицю, хрін), понад 150 видів кондитерських виробів (вафлі 3 видів, печиво 4 видів, пряники 11 видів, батончики 5 видів, цукерки 15 видів, зефір 4 видів, мармелад 7 видів, козинаки, лукум 3 видів, драже 5 видів).
Випускається мінеральна (Остреч) та питна вода 5 видів і солодка вода 13 видів (ситро, тархун, кола тощо).
Також підприємство випускає діабетичну продукцію на фруктозі (мармелад, печиво, вафлі, пряники, цукерки, шоколадні батончики).